# 나가라정
나가라정(일본어: 長柄町 나가라마치[*])은 일본 지바현 조세이군의 정이다. 지바현의 거의 중앙에 위치한다.

## 지리
보소반도를 동서로 나누는 구릉 안에 있어 평지는 적고 기복이 심하다. 큰 강이 없고 물을 확보하기 위한 저수지가 곳곳에 있다. 정내에는 보소반도의 수원 확보를 목적으로 한 나가라댐과 이 댐에 의해서 생긴 시진호가 있다. 시진호는 강을 막은 물을 저장하는 것이 아니라 도네강에서 보소 도수로를 통해 보내져 온 물을 저장하는 호수이다.

## 역사
1955년에 나가라촌, 히요시촌과 미즈카미촌의 일부가 합병해 나가라정이 탄생하였다.

## 인구
| 연도 | 인구  | ±%     |
| ---- | ----- | ------ |
| 1950 | 9,812 | —      |
| 1960 | 8,817 | −10.1% |
| 1970 | 7,514 | −14.8% |
| 1980 | 7,487 | −0.4%  |
| 1990 | 8,285 | +10.7% |
| 2000 | 8,625 | +4.1%  |
| 2010 | 8,040 | −6.8%  |